# María José Moreno
María José Moreno (30 de marzo de 1967) es una soprano lírica ligera española.

## Biografía
Nacida en Castilléjar, provincia de Granada (España), estudió en la Escuela Superior de Canto de Madrid.
En 1996 debuta en Pamplona con el personaje de Dido en la ópera Dido y Eneas de Henry Purcell con el grupo Vaghi Concerti, siendo un montaje con el que viajaría por varias ciudades españolas.
En 1997 se produce el gran año de María José Moreno: gana el Premio Francisco Viñas en enero y debuta tanto en el Teatro de la Zarzuela con la ópera de Donizetti La hija del regimiento. Un año después, debuta en el Teatro Real de Madrid en su primera temporada tras su reaperturas con la ópera de Giuseppe Verdi Un baile de máscaras.
Sus éxitos en España le permiten realizar un salto internacional actuando en coso tan importantes como la Scala de Milán haciendo Gilda en Rigoletto de Verdi o la Ópera de Viena como Rosina en El barbero de Sevilla de Rossini. Ha participado numerosas veces en el Festival de Pésaro, debutando en 2009.
Moreno ganó un Grammy por la grabación de la ópera Falstaff junto a la Orquesta Sinfónica de Londres dirigida por sir Colin Davis en la edición de 2006.
María José Moreno es especialista en bel canto, con predilección por Rossini y Donizetti, pero también con Wolfgang Amadeus Mozart. Además, Moreno interpreta con frecuencia zarzuelas.
La soprano está casada con Massimo Spadano, violinista y director de orquesta italiano que desde 1994 es el concertino de la Orquesta Sinfónica de Galicia (OSG) de La Coruña. El matrimonio vive en Oleiros y tiene dos hijos que hablan español e italiano, y aprenden gallego e inglés.